# 藤森奈津子
藤森 奈津子（ふじもり なつこ、1961年8月2日 - ）は、LPSA（日本女子プロ将棋協会）所属の女流棋士。2010年、引退。大内延介門下。LPSA棋士番号は5。以前は日本将棋連盟に所属し、当時の女流棋士番号は旧13。日本将棋連盟女流棋士会会長（2003年 - 2007年）。埼玉県志木市出身。旧姓は中瀬（なかせ）。

## 人物
「なっちゃん」の愛称で親しまれる。
1977年、筑波大学附属坂戸高等学校在学中に第13回高校選手権女子個人戦で優勝。その翌年、1978年には同大会の団体戦で優勝するとともに、第10回女流アマ名人戦でも優勝。
1979年に女流棋士2級（プロ）となる。当時最年少のデビュー記録であった。
三間飛車のスペシャリストで、デビュー以来ほとんど一貫して三間飛車（石田流、相振り飛車も含む）を指す。
1983年からの5年間、NHK教育テレビの『将棋の時間』で『将棋講座』のアシスタントとして出演。その後も1990年 - 2002年3月に『NHK杯テレビ将棋トーナメント』の司会や棋譜読み上げ役、あるいは再度の講座アシスタントなどを務め、長期にわたる出演で『将棋の時間』の顔となる。
1984年に結婚して藤森姓となり、プロとしての活動名も中瀬から藤森に変更する。
1991年度、女流名人位戦B級で8勝2敗の成績を収め、次期のA級に昇格。
2003年より2007年まで日本将棋連盟女流棋士会の会長を務める。
2007年、LPSA（日本女子プロ将棋協会）の旗揚げに参加。理事（総務担当）を務め、教室事業などを担当する。
2007年7月、第2回1dayトーナメント（LPSA独自の棋戦）で優勝。
2010年、引退。
師匠の大内延介が1999年から新橋駅SL広場で行っている、春の名人戦・秋の竜王戦の大盤解説会では、毎回聞き手を務めている。

### 家族
夫はアマ強豪。長男の藤森哲也は2011年10月1日付で四段に昇段に伴いプロ入り。女流棋士の息子が棋士となったのは、将棋界では史上初のケース。

## 昇段履歴
- 1979年01月00日 - 女流2級（女流プロ入り）
1980年02月00日 （女流1級、飛び級）
- 1980年02月00日 - 女流初段
- 1989年05月22日 - 女流二段（贈昇段／第11期女流王将戦〈林葉直子女流王将〉就位式）[4]
- 2000年04月01日 - 女流三段（昇段規定改定による昇段[5][6]）
- 2010年03月31日 - 引退
- 2010年04月01日 - 女流四段（LPSA理事会審議による）

## 主な成績
- 通算成績　186勝263敗
- 第2回1dayトーナメント　優勝（2007年7月）
- 第55回1dayトーナメント　優勝（2013年12月、団体戦リレー将棋）
- 女流名人位戦A級昇格（1992年）